# クッキングトイ

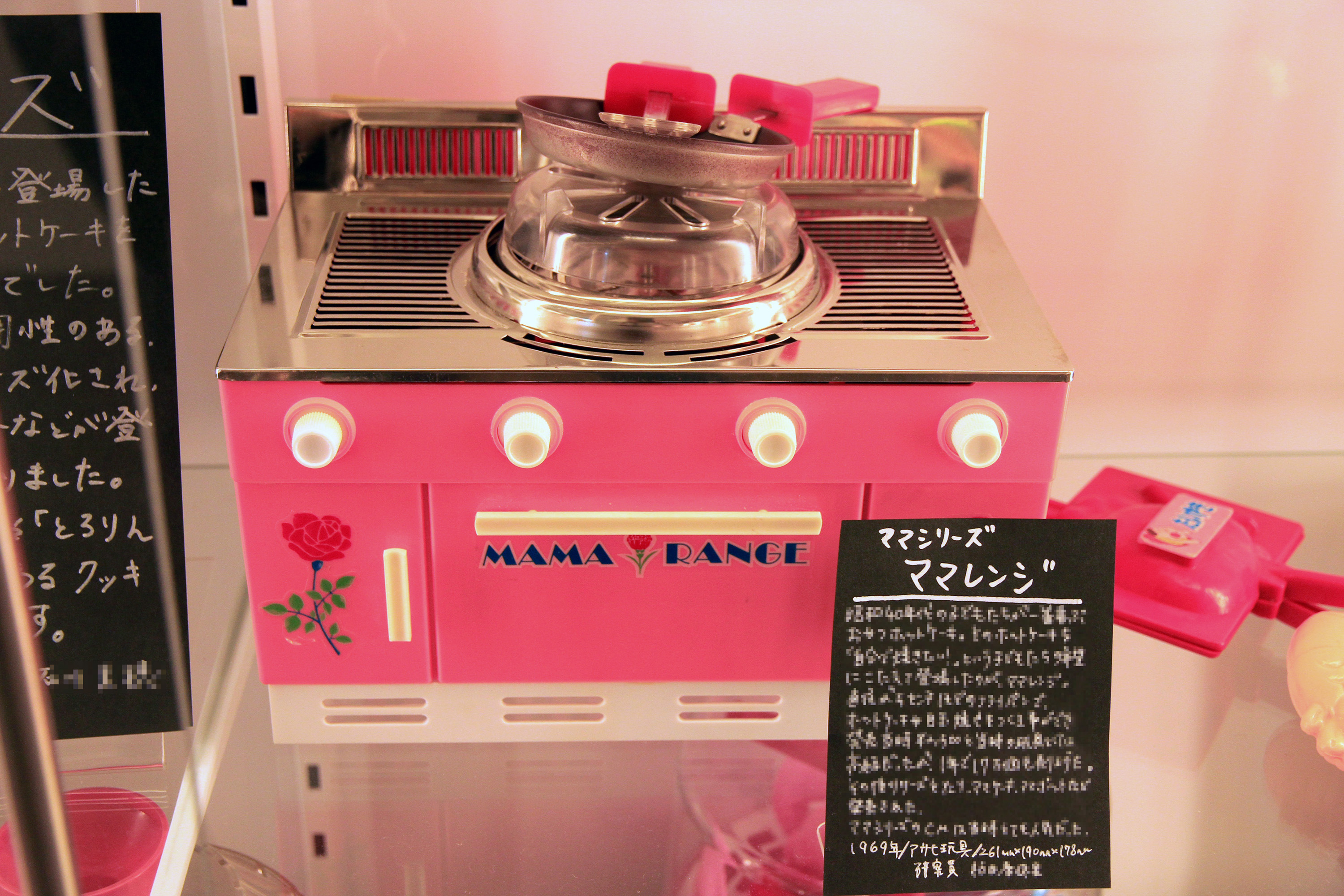
ママレンジ（バンダイミュージアム 蔵品）

クッキングトイは、料理や菓子作りを楽しむための玩具。

## 概要
クッキングトイとは、調理という過程を楽しむための玩具だが、いわゆるごっこ遊び（おもにままごと）のように調理過程を模して遊ぶのではなく、実際に飲食が可能な食品を調理することが可能である。子供が安全に使用できるよう、動力源にコンセントではなく電池を採用していたり、火や熱を発生しないように配慮されている。ただ、調理とはいっても一般的なそれとは違い、簡単な操作で形の整った料理を作れたり、あるいはある決まった種類の調理しか出来ないよう限定されている、または本来の食品に似た完成品を全く異なった調理過程を経て作れるなどの差がある。
クッキングトイという名前は、1960年代以降にアサヒ玩具が発売した一連の玩具のシリーズ名だが、2000年代のクッキングトイブームの際は、タカラトミーやバンダイの玩具も「クッキングトイ」として報道されている。詳しくは後述の各節を参照のこと。
これらでは、蕎麦やのり巻きといった日本料理や、アイスクリーム、チョコレート、グミなどの菓子を調理することができる。ユーザー層は主に子供とその母親に設定されているが、大人にも人気がある。近年では玩具要素のある菓子が一定の人気を博する一方で、そういった要素のある菓子を自分で作れる製品も見られる。

## アサヒ玩具のクッキングトイシリーズ
アサヒ玩具が1969年に発売した「ママレンジ」をはじめとした「ママポッピー」「ママスイート」などの玩具は、「クッキングトイシリーズ」として名付けられた。ママレンジは小さなホットケーキなどが調理でき、価格は2500円(1969年当時の物価を現在に換算すると約1万円程度)である。発売後1年で17万個を売り上げ、1969年の毎日小学生新聞でも優良玩具として推薦されている。

## 2000年代のクッキングトイブーム
2007年末から急激に市場が盛り上がりはじめたとされ、2008年から話題になったともいわれている。このブームの理由として、不景気や物価高騰の影響で、人々の食事や遊びの場が外から内へと移行したこと、また玩具に実用性が求められはじめたことが挙げられる。
ブームのきっかけとなった商品について、日本証券新聞の報道では、タカラトミーの「いえそば」としている。メーカー希望小売価格は1万3125円だが、発売から1か月で2万個を販売した。ただしタカラトミー新規事業本部の城崎恭平は、クッキングトイブームが人気を後押ししたことは認めているものの、クッキングトイブームの中で生まれた商品というわけではなく、団塊の世代の人々が余暇を楽しむために開発した玩具であるとの旨を述べている。
タカラトミーの「いえそば」は、蕎麦作りの際に最も難しい工程とされる「水まわし」（粉と水をなじませる工程）が容易に行えるよう設計されている。中高年男性を中心に人気がある。
幅広い世代に人気があるのは、バンダイの「のりまきまっきー」である。プレスリリースでは、2008年3月末までに10万個の販売が計画されていた。2007年7月下旬に発売された後、2008年8月の段階で15万個を販売したと報じられている。